# Рассуханов, Арби Абдулкаримович
Арби Абдулкаримович Рассуханов (19 октября 1953 года, село Утенай, Талды-Курганский район, Талды-Курганская область, Казахская ССР, СССР — 2000 год, Чеченская республика) — советский и российский художник. Член Союза художников России.

## Биография
Живописец родился 19 октября 1953 года в селе Утенай Талды - Курганского района Казахской ССР. Историческая родина - город Шали. Жил и работал в городе Грозном. Являлся членом Союза художников России с 1990 года.
Его путь начался с общеобразовательной школы, в которой он обучался с 1960 по 1968 годы. Далее, с 1968 по 1970  годы он учился во Всесоюзном заочном народном университете искусств им. Н.К. Крупской, Москва.
С 1971 по 1972 — вольнослушатель Ленинградского института живописи, скульптуры и архитектуры им. И.Е. Репина.
С 1972 по 1984 — учился в Санкт-Петербургской академии художеств имени Ильи Репина
Перервал учебу в связи со службой в армии. Окончил мастерскую профессора Юрия Непринцева. Дипломная работа — «Женщины Чечено-Ингушетии».
Являлся одним из ведущих живописцев республики. Талантливый колорист, работал в жанрах пейзажа, портрета и сюжетно-тематических произведений, посвященных Кавказу. Наиболее известное его произведение — «Сбор винограда», по настоящее время считается лучшей работой художника.
Участник многочисленных художественных выставок. Основная часть произведений живописца, хранившаяся в собрании музея изобразительных искусств Чеченской Республики, была уничтожена в 1990-х годах из-за военных действий. К началу 1995 года сохранилось лишь несколько его работ, об этом он рассказал в своем интервью швейцарской газете «Но́йе цю́рхер ца́йтунг» летом 1995 года, поэтому 1995 год был для Арби Рассуханова очень плодотворным. В связи с тем, что многие его работы были уничтожены, Арби Рассуханов полностью посвятил себя живописи и усиленно писал картины. Когда его посещали в его мастерской, он был весь в работе. К концу 1995 года с разрешения Арби Рассуханова и Министерства культуры Чеченской Республики 62 его работ были вывезены в Германию, где по просьбе мастера они были подарены частным лицам, в результате чего его работы оказались в частных коллекциях в Германии, Греции, Иране, Испании, Франции, Швейцарии и США. В 2024 году 25 работ Арби Рассуханова были возвращены в Чеченскую Республику и подарены Государственной галерее им. А.А. Кадырова, а также Национальному Музею Чеченской Республики. Арби Абдулкаримович Рассуханов ушел из жизни в 2000м году после тяжелой и быстротечной болезни.

## Работы

Вдова, 1995, Государственная галерея им. А.А. Кадырова
Летний день, 1995, Государственная галерея им. А.А. Кадырова
Чеченские женщины, 1995, Государственная галерея им. А.А. Кадырова
Портрет женщины, 1995